# Ram (album)
Pour les articles homonymes, voir RAM.
Albums par Paul McCartney
McCartney
(1970) Wild Life
(1971)
Albums par Linda McCartney
Wide Prairie
(1998)
Singles
1. Uncle Albert/Admiral Halsey
Sortie : 2 août 1971
2. The Back Seat of My Car
Sortie : 13 août 1971
3. Eat at Home
Sortie : 2 septembre 1971

Ram est le seul album de Paul et Linda McCartney, paru le 17 mai 1971 aux États-Unis, et le 21 mai en Grande-Bretagne. C'est le deuxième album solo de Paul McCartney et le seul de son œuvre à être cosigné avec sa femme.
C'est un succès commercial certain, en tête des classements britanniques et en deuxième place aux États-Unis. La critique, à l'époque très peu séduite par cet album, le considère parfois, quatre décennies plus tard, comme un des meilleurs de l'artiste. L'album a également un impact sur la relation qu'entretient McCartney avec John Lennon : l'entourage de John distingue dans les textes plusieurs piques à son encontre et John Lennon y répondra violemment dans Imagine, notamment dans la chanson How Do You Sleep?.
Quelques mois après la sortie de Ram, un nouveau groupe nommé Wings voit le jour, avec le batteur Denny Seiwell — qui joue sur cet album —, le guitariste et bassiste Denny Laine, et son épouse Linda McCartney, qui formeront le trio de base de la formation.

## Historique

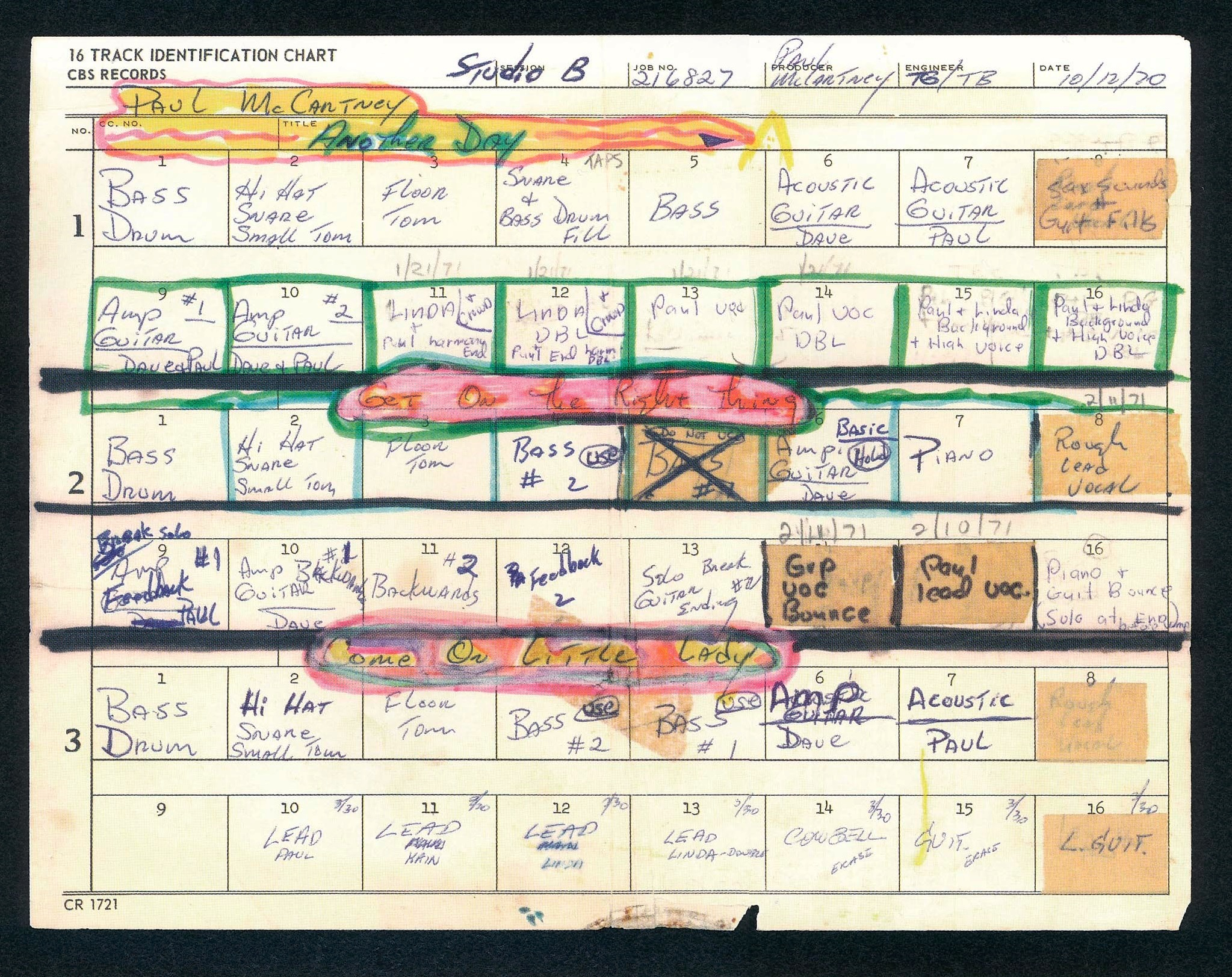
Schéma d'identification des différentes pistes réalisé par Paul McCartney lors de l'enregistrement des titres "Another Day", "Get On The Right Thing" et "Eat At Home".

### Contexte
L'année 1970 a vu les débuts de Paul McCartney en solo avec son album McCartney, enregistré seul  et qui a connu un succès non négligeable. La même année,  George Harrison triomphe avec All Things Must Pass qui fait clairement de lui le Beatle rencontrant le plus de succès en solo dans la foulée de la séparation des Fab Four. Sur une note bien plus négative, McCartney est troublé par les soucis judiciaires qui l'opposent aux autres membres des Beatles au sujet de la dissolution du groupe. Dans cette atmosphère tendue, il décide donc de se retirer un temps en famille avec son épouse Linda dans sa ferme écossaise. Il y compose alors les chansons du futur Ram.
Tous se rendent finalement dans la famille de Linda, à New York, et c'est dans ce nouveau cadre que McCartney s'attaque à l'enregistrement de ses nouvelles chansons, en débutant par son premier single, Another Day. Sorti en février 1971, il s'assure une position confortable dans les charts.

### Enregistrement
Les séances d'enregistrement de Ram se déroulent en décembre 1970 et janvier 1971 à New York, puis à Los Angeles en février et mars.
Après son escapade en solo sur McCartney, l'ex-Beatles décide de s'entourer de nouveaux musiciens, et pose ici les bases de ce qui deviendra plus tard Wings. Denny Seiwell, David Spinozza, Hugh McCracken et Marvin Stamm l'accompagnent, ainsi qu'un orchestre philharmonique et Linda McCartney. Celle-ci partage par ailleurs les crédits des chansons avec son époux, pour la seule fois de leur carrière, non pas pour des raisons artistiques, mais pour permettre au couple d'avoir des revenus à cause du problème judiciaire impliquant les Beatles.

### Parution et réception
Ram sort le 17 mai 1971 aux États-Unis et le 21 mai en Grande-Bretagne. Il fait d'abord l'objet de sévères critiques de la part de la presse musicale. Il atteint pourtant la première place des charts britanniques en délogeant l'album de l'année précédente, Bridge over Troubled Water par Simon et Garfunkel. Il se classe aussi deuxième dans les charts américaines. Si la critique est déçue à la sortie de l'album et déclare attendre plus de Paul McCartney, elle reconnaît rétrospectivement l'album comme une belle pièce. Stephen Thomas Erlewine du site AllMusic parle même de ce qui est « peut-être son disque le plus précieux ».
Plusieurs singles sont issus de l'album. The Back Seat of My Car, sorti au Royaume-Uni, ne connaît qu'un succès limité, tandis que le single Uncle Albert/Admiral Halsey atteint la tête des charts américaines et devient un hit durable aux États-Unis. Eat at Home sort également en single en France et en Allemagne. McCartney prépare également, dès l'été 1971, une version orchestrale de son album, avec l'aide de Richard Anthony Hewson. L'album est publié sous pseudonyme en 1977 sous le titre Thrillington.

## Contenu

### Analyse musicale
Dans cet album, McCartney fait à nouveau preuve de sa très prolifique inspiration en enregistrant des titres aux rythmes et orchestrations très variés. 12 titres sont retenus pour l'album, mais ce sont bien 21 titres qui sont enregistrés à la base. Pour les arrangements de Uncle Albert / Admiral Halsey, Long Haired Lady et The Back Seat Of My Car, McCartney fait appel à l'orchestre philharmonique de New York.
La reprise de Ram On en avant-dernière pièce de l'album se termine avec les premiers vers de la chanson Big Barn Bed, qui se retrouvera en version complète sur l'album Red Rose Speedway des Wings.

### Conflit avec John Lennon
Outre son contenu musical, Ram s'illustre par le conflit entre Paul McCartney et John Lennon, conflit qui s'affirme clairement dans ses textes et le graphisme de l'album. Ainsi, Too Many People parle des quêtes et expériences dans la vie de plusieurs personnes mais avec des allusions peu définies, ce qui pousse à trouver des liens avec le vécu de l'auteur. Son ex-partenaire John Lennon y voit une attaque. Niant que la chanson ait été spécifiquement dirigée vers Lennon, McCartney admet en interview : « Je trouvais que John et Yoko disaient à tout le monde ce qu'il fallait faire, d'où la phrase Too many people preaching practices. J'enrageais de les voir agir ainsi. Enfin, c'est la seule attaque ».
Les paroles de 3 Legs, « When I thought that I could call you my friend, but you let me down » (« je pensais pouvoir te considérer comme mon ami mais tu m'as laissé tomber ») peuvent également prêter à toutes sortes d'interprétations. De même, faut-il voir dans les « Well well well well well » du début de Long Haired Lady un écho au titre Well Well Well de Plastic Ono Band? Enfin, une photographie de scarabées (beetle en anglais) copulant, allusion à peine voilée aux Beatles, orne le verso de la pochette.
Lennon, lui, n'a aucun doute et sa réponse est virulente, avec sa chanson How Do You Sleep? sur l'album Imagine, véritable règlement de comptes avec son ancien partenaire (la chanson Another Day y est citée: « The only thing you done was Yesterday, and now you're just Another Day »). Une photographie, format carte postale, est également incluse dans l'album, montrant Lennon chevauchant un cochon qu'il tient par les oreilles ; parodie directe de la pochette de Ram sur laquelle McCartney saisissait un bélier par les cornes.

## Liste des chansons
| 1. | Too Many People             | Paul McCartney         | 4:10 |
| 2. | 3 Legs                      | Paul McCartney         | 2:48 |
| 3. | Ram On                      | Paul McCartney         | 2:29 |
| 4. | Dear Boy                    | Paul & Linda McCartney | 2:16 |
| 5. | Uncle Albert/Admiral Halsey | Paul & Linda McCartney | 4:55 |
| 6. | Smile Away                  | Paul McCartney         | 3:54 |

| 7.  | Heart of the Country    | Paul & Linda McCartney | 2:23 |
| 8.  | Monkberry Moon Delight  | Paul & Linda McCartney | 5:25 |
| 9.  | Eat at Home             | Paul & Linda McCartney | 3:24 |
| 10. | Long Haired Lady        | Paul & Linda McCartney | 6:05 |
| 11. | Ram On (reprise)        | Paul McCartney         | 0:55 |
| 12. | The Back Seat of My Car | Paul McCartney         | 4:27 |

| 13. | Another Day      | Paul & Linda McCartney | 3:40 |
| 14. | Oh Woman, Oh Why | Paul McCartney         | 4:34 |

| 1. | Another Day                                        | Paul & Linda McCartney | 3:40 |
| 2. | Oh Woman, Oh Why                                   | Paul McCartney         | 4:34 |
| 3. | Little Woman Love                                  | Paul McCartney         | 2:08 |
| 4. | A Love for You (John Kelly Mix)                    | Paul McCartney         | 4:08 |
| 5. | Hey Diddle (Dixon Van Winkle Mix)                  | Paul McCartney         | 3:49 |
| 6. | Great Cock and Seagull Race (Dixon Van Winkle Mix) | Paul McCartney         | 2:35 |
| 7. | Rode All Night                                     | Paul McCartney         | 8:44 |
| 8. | Sunshine Sometime (Earliest Mix)                   | Paul McCartney         | 3:20 |

Le disque 3 de la réédition CD de 2012 contient une version mono de l'album original, le disque 4, la version instrumentale intitulée Thrillington et le disque 5 est un DVD contenant un documentaire et des vidéos promotionnels. Deux téléchargements sont également disponibles; Eat at Home / Smile Away (enregistrés en 1972 lors d'un concert des Wings à Groningue aux Pays-Bas) et Uncle Albert Jam.

## Musiciens
- Paul McCartney : chant, chœurs, guitare acoustique et électrique, basse, ukulele sur Ram On, piano, claviers
- Linda McCartney : chœurs, chant sur Long Haired Lady avec Paul
- Hugh McCracken : guitare électrique
- Denny Seiwell : batterie

## Musiciens additionnels
- David Spinozza : guitare électrique sur 3 Legs, Eat at Home, The Back Seat of My Car et Another Day
- Heather McCartney : chœurs sur Monkberry Moon Delight
- Orchestre philharmonique de New York : sur Uncle Albert/Admiral Halsey, The Back Seat of My Car
- Marvin Stamm : bugle sur Uncle Albert/Admiral Halsey